# Liste der Hochhäuser in Edmonton
Dies ist eine Liste der Hochhäuser in Edmonton, Alberta, Kanada. Edmonton beherbergt über 800.000 Einwohner. Im Großraum leben etwa 1,1 Millionen Einwohner. Keines der Hochhäuser in Edmonton zählt zu den größten von Kanada. Die Hochhäuser sind deutlich kleiner in der Höhe als die der direkt konkurrierenden Nachbarstadt Calgary. Dies kann man dadurch erklären, dass beide Städte zu den boomenden Zentren der Öl- und Gasindustrie angehören. In Calgary befinden sich jedoch die Hauptsitze der großen Öl- und Gasindustrieunternehmen. In Edmonton haben vorwiegend Unternehmen der Raffinerien und andere Supportunternehmen der Öl- und Gasindustrie ihren Hauptsitz. Des Weiteren spielen auch die Bauvorschriften der Stadt eine Rolle, die die Höhe der Hochhäuser begrenzte, im Jahr 2013 wurde diese Begrenzung aufgehoben. Demnach dürfen Gebäude, die im Stadtkern gebaut werden, aktuell eine Höhe von über 200 Metern haben. Die ersten Gebäude, die 200 Meter überschreiten werden und sich derzeit im Bau befinden, sind das Stantec Headquarters und Delta Hotel. Die Fertigstellung der beiden Gebäude war jeweils für 2018 vorgesehen.

## Liste der Hochhäuser in Edmonton
H. = Höhe in Metern, E. = Etagen, BJ = Baujahr (Jahr der Fertigstellung), Liste ist unvollständig
| Rang | Gebäude                     | Adresse                         | H.    | E. | BJ   | Bild                 |
| ---- | --------------------------- | ------------------------------- | ----- | -- | ---- | -------------------- |
| 1    | Stantec Tower               | 10220 103 Ave NW                | 250,9 | 66 | 2019 | Stantec Tower        |
| 2    | JW Marriott Edmonton        | 104 Avenue NW and 102 Street NW | 192   | 55 | 2018 | JW Marriott Edmonton |
| 3    | Epcor Tower                 | 10423 101 St NW                 | 149   | 28 | 2011 | Epcor Tower          |
| 4    | Manulife Place              | 10180 101 St NW                 | 146   | 36 | 1983 | Manulife Place       |
| 5    | Telus House Edmonton        | 10020 100 St NW                 | 134   | 34 | 1971 | Telus House Edmonton |
| 6    | Bell Tower                  | 10104 103 Ave NW                | 130   | 31 | 1982 | Bell Tower           |
| 7    | Commerce Place              | 10155 102 St NW                 | 123   | 30 | 1990 | Commerce Place       |
| 8    | Edmonton House              | 10205 100 Ave NW                | 121   | 45 | 1971 | Coast Edmonton House |
| 9    | The Pearl                   | 11949 Jasper Ave NW             | 121   | 36 | 2015 |                      |
| 10   | Canadian Western Bank Place | 10303 Jasper Ave NW             | 121   | 30 | 1980 |                      |
| 11   | MNP Tower                   | 10235 101 St NW                 | 118   | 27 | 1978 | Oxford Tower         |
| 12   | TD Tower                    | 10088 102 Ave NW                | 117   | 27 | 1976 | TD Tower, Edmonton   |
| 13   | Scotia Place 1              | 10060 Jasper Ave NW             | 113   | 28 | 1982 | Scotia Place 1       |
| 14   | Icon II                     | 10152 104 St NW                 | 112   | 35 | 2010 | Icon I               |
| 15   | CN Tower                    | 10004 104 Ave NW                | 111   | 26 | 1966 | CN Tower             |
| 16   | Kelly Ramsey Tower          | 10175 101 St NW                 | 111   | 25 | 2016 | Kelly Ramsey Tower   |
| 17   | Ultima                      | 10238 103 St NW                 | 108   | 32 | 2016 | Ultima               |
| 18   | Sun Life Place              | 10123 99 St NW                  | 108   | 25 | 1978 | Sun Life Place       |
| 19   | Hendrix                     | 9733 111 St NW                  | 104   | 29 | 2016 | Sun Life Place       |
| 20   | Oxford Tower                | 10025 102A Ave NW               | 103   | 23 | 1974 | City Centre Place    |
| 21   | Enbridge Tower              | 10209 Jasper Ave NW             | 99    | 21 | 1981 | Enbridge Tower       |
| 22   | Edgewater on Jasper – East  | 8511 Jasper Ave NW              | 97    | 30 | 2015 |                      |
| 23   | ATB Place Tower             | 8511 Jasper Ave NW              | 90    | 24 | 1969 | ATB Place Tower      |

## Im Bau befindliche Hochhäuser
| Name                                           | H.    | E.    | geplante Fertigstellung | Einzelnachweise / Anmerkungen          |
| ---------------------------------------------- | ----- | ----- | ----------------------- | -------------------------------------- |
| Fox Two                                        | 107,3 | 32/33 |                         | in Bau / Geplante Fertigstellung 2016  |
| Ultima                                         | 108   | 32    |                         | in Bau / Geplante Fertigstellung 2016~ |
| Symphony                                       | 097,5 | 27    |                         | in Bau / Geplante Fertigstellung 2017  |
| City of Edmonton Office Tower                  | 130   | 29    |                         | in Bau / Geplante Fertigstellung 2016  |
| JW Marriott Hotel & Legends Private Residences | 192,1 | 55    |                         | in Bau / Geplante Fertigstellung 2018  |

## Genehmigte Bauprojekte, jedoch noch nicht im Bau
| Name                         | Höhe in Metern |
| ---------------------------- | -------------- |
| Aurora IV                    | 92             |
| Aurora V                     | 92             |
| Aurora VI                    | 82             |
| Opus                         | 79             |
| Mira                         | 76             |
| Aurora III                   | 76             |
| Strathearn Heights – Tower A | 75             |

## Angekündigte Bauvorhaben
- Melcor Centre II mit 194 Metern
- Melcor Centre I mit 150 Metern
- Bellamy Hill Tower mit 119 Metern
- Imperial Place mit 118 Metern
- Viking Arms mit 110 Metern
- Bell Tower II mit 100 Metern
- Wasnea Tower mit 97 Metern
- GE/Dundas Office mit 90 Metern
- The Tango mit 85 Metern
- Founders Ridge mit 84 Metern
- The Arlington mit 68 Metern
- Corner 1 Tower mit 67 Metern
- The Mark on Jasper mit 65 Metern
- The Metro mit 65 Metern